# Fumble (album)
Fumble è l'unico album in studio registrato dagli Scream con Dave Grohl alla batteria. Fu pubblicato il 7 gennaio 1993 dalla Dischord Records anche se venne registrato nel dicembre 1989 agli Inner Ear Studios di Arlington, in Virginia.

## Tracce
1. Caffeine Dream - 3:14
2. Sunmaker - 4:48
3. Mardi Gras - 3:51
4. Land Torn Down - 3:59
5. Gods Look Down - 4:18
6. Crackman - 5:39
7. Gas - 4:37
8. Dying Days - 5:22
9. Poppa Says - 4:12
10. Rain - 4:37

## Formazione
- Peter Stahl - voce
- Franz Stahl - chitarra, voce
- Skeeter Thompson - basso
- Dave Grohl - batteria, voce in Gods Look Down